# Kappeln, Kusel
Kappeln là một đô thị thuộc huyện Kusel, bang Rheinland-Pfalz, phía tây nước Đức. Đô thị Kappeln, Kusel có diện tích 7,67 km², dân số thời điểm ngày 31 tháng 12 năm 2006 là 167 người.